# Лангенбоген
Лангенбоген (нем. Langenbogen) — община в Германии, в земле Саксония-Анхальт. 
Входит в состав района Заале. Подчиняется управлению Вюрде/Зальца.  Население составляет 2622 человека (на 31 декабря 2006 года). Занимает площадь 6,81 км².